# Puitvoetbos
Het Puitvoetbos is een stadsbos in de Belgische stad Sint-Niklaas. Het ligt aan de zuidrand van de stad, nabij het Waasland Shopping Center, de industrieparken, de N16 en de E17.  

## Geschiedenis
Het gebied werd in de jaren 1930 aangekocht door een almoezenier voor de plaatselijke jeugdbewegingen. In het volgende decennium werd begonnen met herbebossing. In 1949 werd vzw Puytvoet opgericht voor het beheer van het bos. In 1973 werd het gebied officieel parkgebied.
Het stadsbestuur besliste in 1992 om het bos te vrijwaren van de steeds doorgaande stadsuitbreiding en het zelfs nog uit te breiden. Het doel werd toen gesteld om zo'n 50 hectare grond bij elkaar te krijgen. Het bos is anno 2017 zo'n 22 à 23 hectare groot. In 2023 werd door een aankoop van 3,15 hectare een totale beboste oppervlakte van 37 hectare bereikt.

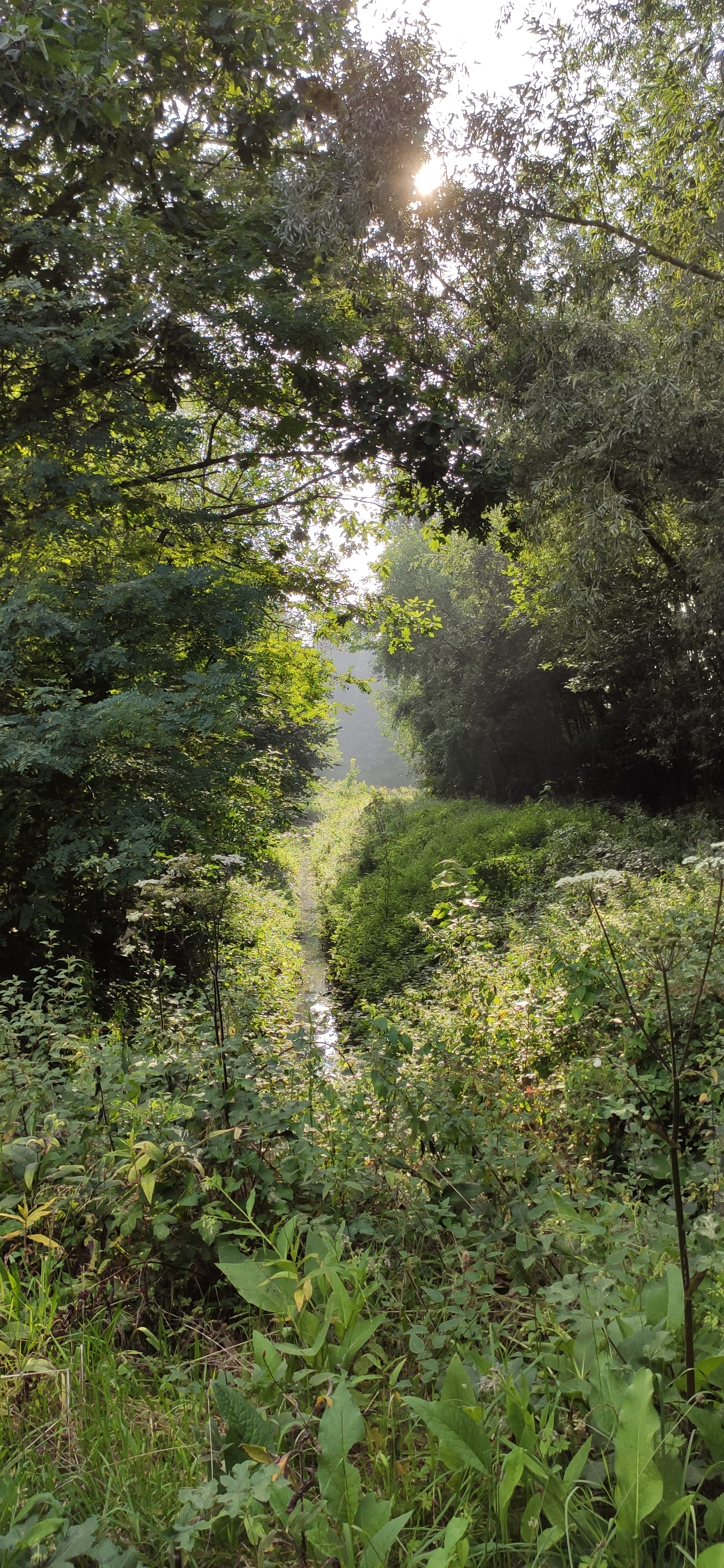
De Ringgracht in het Puitvoetbos

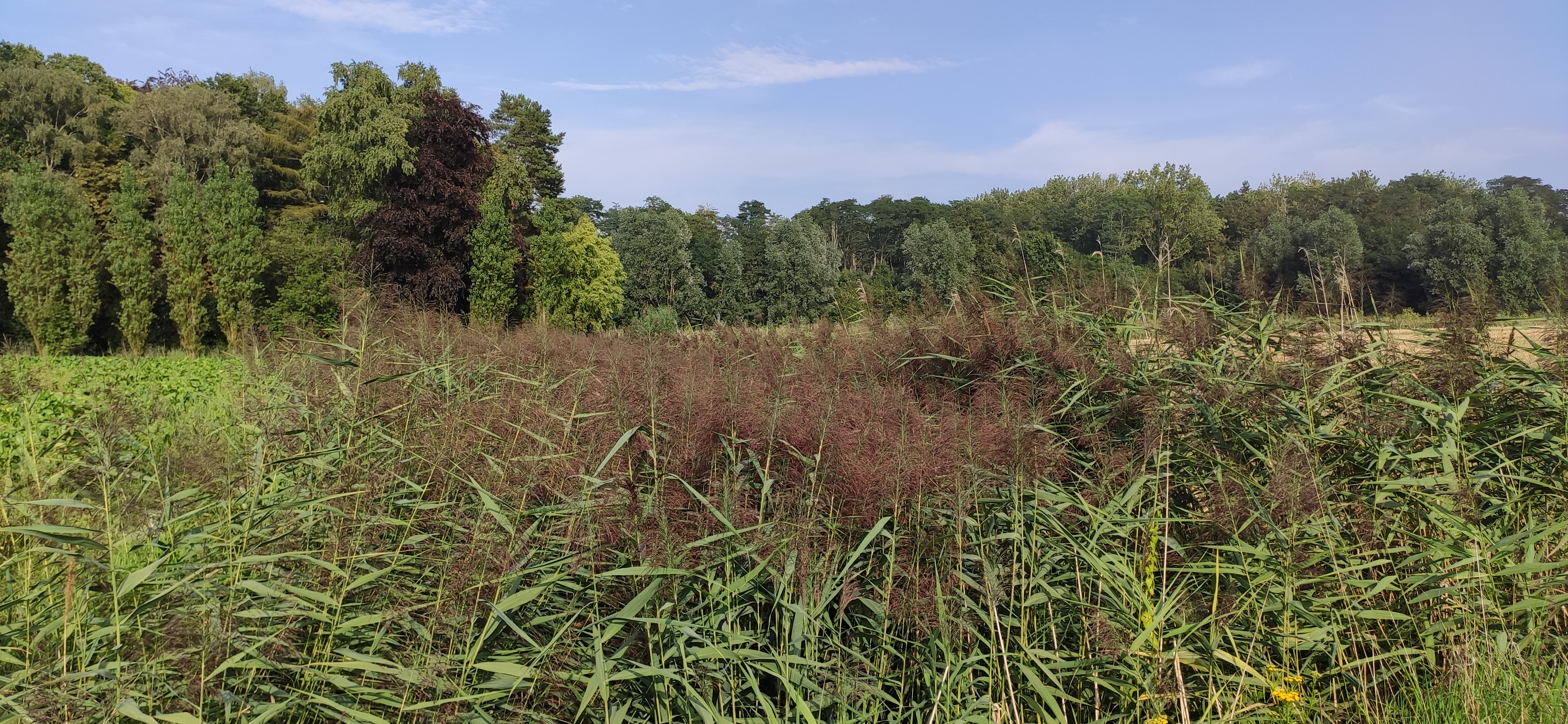
Zicht op het Puitvoetbos

.